# Nahuatl van de Centrale Huasteca
Central Huasteca Nahuatl is een variant van het Nahuatl dat gesproken wordt door de Nahua, oorspronkelijke bewoners van het huidige Mexico. De taal behoort bij de Uto-Azteekse taalfamilie. Bij ISO/DIS 639-3 is de code nch. Er zijn meer dan 100.000 sprekers.